# Hällarps naturreservat
Hällarp är ett naturreservat i Ljungby socken i Falkenbergs kommun i Halland. Det har en yta på 1,2 hektar och är skyddat sedan 1981. Naturvårdsverket äger området, som är den enda platsen i Sverige där det växer tysk ginst. Det är också den nordligaste platsen i Halland där landskapsblomman hårginsten växer.
Naturreservatet Hällarp bildades 1981. Det bildades därför att detta var det enda stället i Sverige där tysk ginst fortfarande fanns kvar. Tidigare var den tyska ginsten vanligare och fanns förutom i Halland, även i Skåne och Dalsland. Sedan början på 1900-talet så finns den bara i det område som idag är Hällarps naturreservat. I naturreservatet finns även hårginst. Det är den nordligaste platsen i Sverige där denna ginst förekommer. Den tyska ginsten trivs på ljunghedar som med jämna mellanrum bränns, men som även fungerar som betesmark. Marken sköttes tidigare på just detta sätt och anledningen var att man skulle röja upp i marken så att de växter man ville ha kvar skulle växa bättre. Skälet till att den tyska ginsten idag är väldigt sällsynt är att ljunghedarna har växt igen med skog samtidigt som man har gjort marken näringsrikare, och ginsten som trivs i lite sandigare eller grusigare mark har fått svårt att överleva. Förutom de båda ginstarterna innefattar naturreservatet även mycket ljunghedar.